# Tenseur métrique inverse
Cet article court présente un sujet plus développé dans : Tenseur métrique.
Étant donné un système de coordonnées, le tenseur métrique inverse (tenseur métrique en composantes contravariantes {\displaystyle g^{ij}}) est l'inverse du tenseur métrique {\displaystyle g_{ij}} (en composantes covariantes) (comme les deux tenseurs sont symétriques, les indices peuvent être permutés à volonté :